# Estação Eddy Merckx
Eddy Merckx é uma estação da linha 5 (antiga 1B) do Metro de Bruxelas.